# Manno (Svizzera)
Manno  (in dialetto ticinese Mann) è un comune svizzero di 1 318 abitanti del Canton Ticino, nel distretto di Lugano.

## Geografia fisica
Manno si trova a nord di Lugano, nella valle del Vedeggio.

## Storia
Nel comune aveva possedimenti la mensa vescovile di Como (1298). Nel 1335 il villaggio fu diviso in due nuclei, Manno superiore e Manno inferiore, compresi nella castellanza di Grumo (frazione di Gravesano). Ancora oggi la parrocchia di appartenenza è quella di San Pietro di Gravesano, sopravvivendo così l'antico legame tra i due paesi. L'oratorio di San. Rocco fu eretto nel 1597 su di una precedente cappella più antica. Manno ebbe sempre vocazione agricola fino agli anni 1950-60, avendo poi avuto una forte crescita economica e demografica forte della sua vicinanza con Lugano.

### Simboli

Il vecchio stemma di Manno, usato fino al 1953

L'attuale stemma comunale è stato adottato nel 1953 .
Inquartato di rosso e di nero, nel primo, alla mano, d'argento, dal cantone sinistro della punta, nel quarto, al capo d'argento.
Lo stemma precedente, in uso fino al 1953, era blasonato:
Di rosso, alla mano uscente da una nuvola, dal cantone sinistro della punta, il tutto d'argento.
Entrambi, sono una tipica rappresentazione di stemmi parlanti.

## Monumenti e luoghi d'interesse
- Chiesetta-oratorio di San Rocco, eretta nel 1597[1];
- Casa Fraschina-Porta, edificata nel 1688-1690, sede del municipio e del consiglio comunale [senza fonte].

## Economia
Manno ospita Marconi Technologies, le Edizioni Musicali e Discografiche e il nuovo Centro di competenza UBS per l'intelligenza artificiale, l'analisi e l'innovazione.

## Società

### Evoluzione demografica
L'evoluzione demografica è riportata nella seguente tabella:
Abitanti censiti

## Cultura

### Biblioteche
La biblioteca Porta Aperta ha sede nella casa comunale di Manno .

### Università
A Manno ha sede la Scuola universitaria professionale della Svizzera italiana (SUPSI), la quale è una delle sette scuole universitarie professionali (SUP) riconosciute dalla Confederazione Svizzera.
Collegati alla SUPSI ci sono diversi centri di ricerca quali:
- l'Istituto CIM (acronimo di: Computer Integrated Manufacturing) per la Sostenibilità nell'Innovazione (ICIMSI)
- l'Istituto Sostenibilità Applicata all'Ambiente Costruito (ISAAC)
- l'Istituto Dalle Molle di Studi sull'Intelligenza Artificiale

A Manno era situato fino a marzo 2012 il Centro Nazionale Svizzero di Supercomputing (CSCS), affiliato al Politecnico federale di Zurigo, poi trasferitosi a Lugano, nella zona di Cornaredo.

## Infrastrutture e trasporti

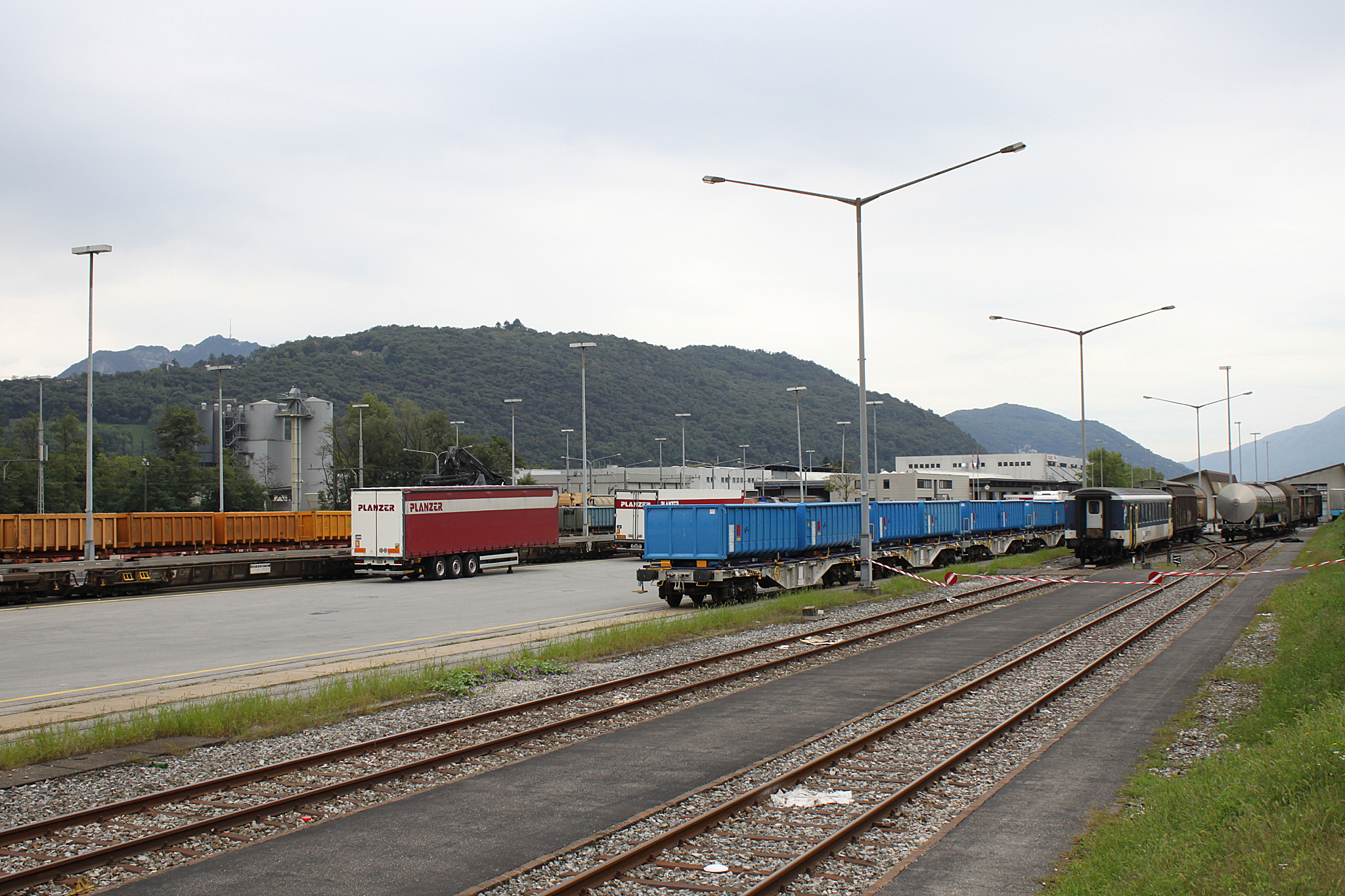
La stazione di Lugano Vedeggio

Il paese è servito, esclusivamente quale scalo merci, dalla stazione di Lugano Vedeggio della ferrovia del Gottardo.

## Amministrazione
Ogni famiglia originaria del luogo faceva parte del cosiddetto comune patriziale e aveva la responsabilità della manutenzione di ogni bene ricadente all'interno dei confini del comune.
Il Patriziato di Manno non è più attivo.